# 枣岭乡
枣岭乡，是中华人民共和国山西省临汾市乡宁县下辖的一个乡镇级行政单位。

## 行政区划
枣岭乡下辖以下地区：
枣岭村、岭上村、桥头村、桥南湾村、孟庄村、吉庄村、樊家垣村、师家滩村、刘岭村、可涧村、桃子院村、史家沟村、西掌坡村、谭坪村、大坪村、神底村、马涧村、湾里村、驮涧村、临河村和掷沙村。